# BBC Brit
BBC Brit es un canal de televisión por suscripción, originalmente fue lanzado por primera vez el 1 de febrero de 2015 en Polonia, pero el plan original de BBC era lanzar el canal a nivel mundial, en reemplazo de BBC Entertainment desde 2014, cosa que de momento no ha sido anunciada.

## Historia
En octubre de 2013, BBC anunció que durante el año 2014, se lanzarían 3 nuevas marcas que serían BBC Earth, BBC First y BBC Brit, esta última originalmente constaría con programación orientada a una audiencia masculina, con programas de acción y entretenimiento, pero luego fue anunciado que la programación constaría en programas ya emitidos en BBC Entertainment anteriormente, habiendo solo cambios en horarios, la imagen y nombre del canal, sin cambios mayores.